# Erlend Loe
Erlend Loe, (Trondheim, Norvégia, 1969. május 24. –) norvég író.

## Élete
Hazája egyik legnépszerűbb írója sorkötelezettségét egy színtársulatnál abszolválta polgári szolgálatban, majd irodalom- és filmtudományt tanult az Oslói Egyetemen. Elvégezte a Dán Filmművészeti Akadémiát Koppenhágában, végül szülővárosa Művészeti Akadémiáján fejezte be tanulmányait. Játszott színpadon, készített rövidfilmeket, oktatófilmeket és videóklipeket, diákévei alatt pedig pszichiátriai ápolóként, helyettesítő tanárként és kritikusként vállalt munkát. Jelenleg a barátaival alapított Screenwriters Oslo munkatársaként dolgozik mint író, forgatókönyvíró és fordító. A nemzetközi irodalmi áttörést az 1996-ban megjelent Naiv.Szuper hozta meg számára, amelyet több mint 20 nyelvre fordítottak le.
Legjelentősebb nemzetközi elismerését a Prix Européen des Jeunes Lecteurs odaítélése jelentette, melyet 2006-ban vehetett át Strasbourgban.

## Magyarul
- Naiv.Szuper. Regény; ford. Vaskó Ildikó; Scolar, Bp., 2002
- A pénz bajjal jár; ford. Vaskó Ildikó; Scolar, Bp., 2004
- A nagy fogás; ford. Vaskó Ildikó; Scolar, Bp., 2004
- Kurt híres lesz; ford. Vaskó Ildikó; Scolar, Bp., 2005
- Doppler. Regény; ford. Lőrincz Balázs Bendegúz; Scolar, Bp., 2006, 2011 (2. kiadás), 2014 (a 2. kiadás változatlan utánnyomása), 2017 (3. átdolg. kiad.), 2020 (a 3. kiadás javított utánnyomása)
- Doppler, az utak királya. Regény; ford. Lőrincz Balázs Bendegúz; Scolar, Bp., 2008, 2018 (2. átdolg. kiadás)
- Elfújta a nő. Regény; ford. Földényi Júlia; Scolar, Bp., 2010
- Vegyesbolti csendes napok. Regény; ford. Földényi Júlia; Scolar, Bp., 2011
- Fvonk; ford. Vaskó Ildikó; Scolar, Bp., 2014
- Doppler hazatér - avagy A világ vége, ahogyan ismertük. Regény; ford. Lőrincz Balázs Bendegúz; Scolar, Bp., 2017
- Doppler, az utak királya. Regény; ford. Lőrincz Balázs Bendegúz; (2. átdolg. kiad.); Scolar, Bp., 2018
- Leltár. Regény; ford. Lőrincz Balázs Bendegúz; Scolar, Bp., 2019

### Hangoskönyv
- Doppler hangoskönyv; Rudolf Péter előadásában (2017 április)